# Verbandsgemeinde Edenkoben

Het wapen van de Verbandsgemeinde Edenkoben

Edenkoben is een verbandsgemeinde in de Duitse deelstaat Rijnland-Palts, gelegen in het district Südliche Weinstraße.

## Ontstaan en ligging
Ze werd door het "1. Landesgesetz über die Verwaltungsvereinfachung im Land Rheinland-Pfalz" dd. 1 maart 1972 opgericht.
In het noorden grenst de gemeente aan de Verbandsgemeinde Maikammer en de districtvrije stad Neustadt an der Weinstrasse, in het oosten aan de Verbandsgemeinden Dudenhofen en Lingenfeld. Aan de zuidelijke grens vindt men de Verbandsgemeinden Bellheim, Offenbach, Landau-Land, Annweiler en de districtvrije stad Landau in der Pfalz en ten westen liggen de Verbandsgemeinde Lambrecht en nog een deel van Landau.
De stad Edenkoben is de bestuurlijke hoofdplaats van de Verbandsgemeinde.
De verbandsgemeinde heeft ongeveer 20.000 inwoners, strekt zich over een oppervlakte van 120 km² uit en heeft een bevolkingsdichtheid is 161 Personen/km².

## Economie
De Verbandsgemeinde Edenkoben ligt in gebied dat het mildste klimaat van Duitsland heeft. Naast de wijndruiven groeien er vijgen, tammes kastanien, tabaksplanten, amandelboompjes en zelfs citroenen.
De streek, de Palts, wordt door velen als een van de mooiste van het land gezien. Het landschap wordt gekenmerkt door de klassieke tuinbouwactiviteit in de lager gelegen, vlakke delen van de gemeente (zoals de deelgemeentes Großfischlingen, Kleinfischlingen of Altdorf) en de uitgebreide wijnbergen op de glooiende uitlopers van het Pfälzer Wald. Vooral de kleinere deelgemeentes met wijnbouw zoals Rhodt unter Rietburg, Burrweiler of Hainfeld trekken, in het bijzonder in het voorjaar en tijdens de wijnoogst (september-oktober) veel toeristen aan. Edenkoben bekleedt de vierde plaats op de ranglijst van Duitslands grootste wijnbouwgemeentes.

## Gemeentes
Ze bestaat uit de volgende gemeentes (Ortsgemeinde):
1. Altdorf
2. Böbingen
3. Burrweiler
4. Stadt Edenkoben
5. Edesheim
6. Flemlingen
7. Freimersheim
8. Gleisweiler
9. Gommersheim
10. Großfischlingen
11. Hainfeld
12. Kirrweiler (Rijnland-Palts)
13. Kleinfischlingen
14. Maikammer
15. Rhodt unter Rietburg
16. Roschbach
17. Sankt Martin
18. Venningen
19. Weyher in der Pfalz.